# Flammarion (marskrater)

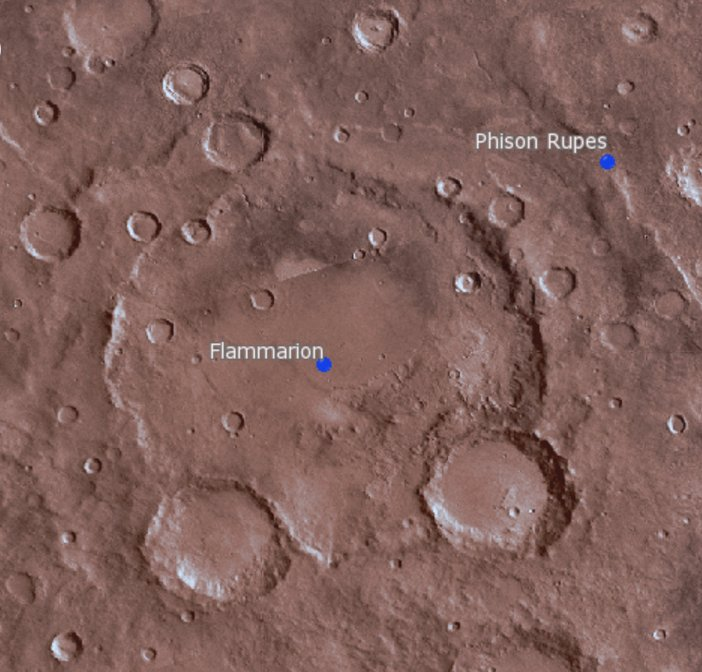
De locatie van de krater.

Flammarion is een inslagkrater met een diameter van 173 kilometer op de planeet Mars. De naam van deze krater is in 1973 vastgesteld: hij is genoemd naar de Franse astronoom Camille Flammarion. Mogelijk is er in het verleden een meer geweest in deze krater. Dat zou kunnen blijken uit het feit dat er een kanaal zichtbaar is aan de rand van de krater.

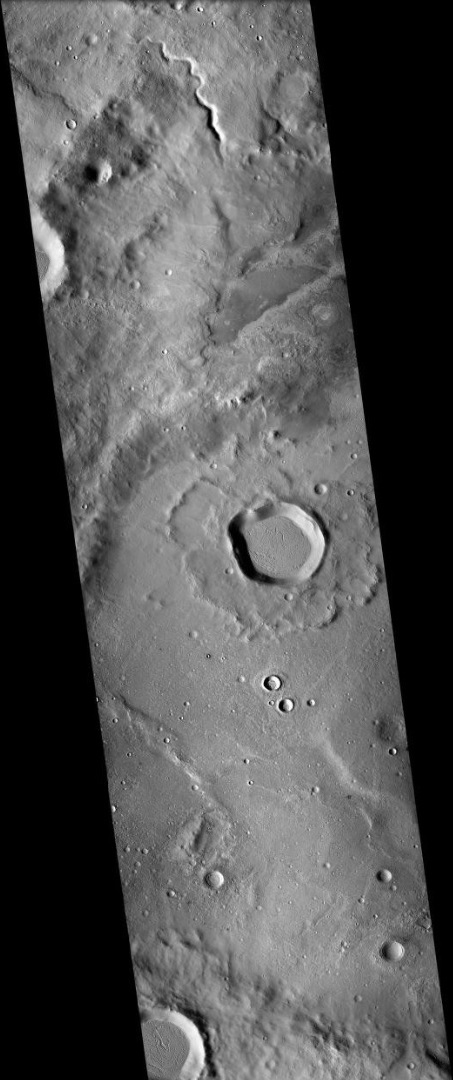
Rand van de krater, gefotografeerd door Mars Reconnaissance Orbiter: Bovenaan is een klein kanaal zichtbaar.